# Seznam slavných maďarských Židů
Toto je seznam slavných maďarských Židů. Maďarsko je významnou evropskou židovskou komunitou. Zdejší komunita je největší ve středo-východní Evropě a čítá přes 100 tisíc obyvatel. Maďarsko je v současné Evropě výjimečné tím, že má stále poměrně početnou židovskou populaci i rušný židovský život.
Je třeba si uvědomit, že jména jsou zapsaná v západním pořadí, kdy rodné jméno stojí před příjmením, kdežto v Maďarsku příjmení stojí vždy před rodným jménem.
- Příklad: Lukács György, nikoliv György Lukács

## Historické postavy
| Portrét | Jméno                           | Země působení | Povolání                                   | Info                            |  |
| ------- | ------------------------------- | ------------- | ------------------------------------------ | ------------------------------- |  |
|         | Theodor Herzl (1860–1904)       | Spojené státy | žurnalista a spisovatel                    | zakladatel politického sionismu |  |
|         | Tom Lantos (1928–2008)          | Spojené státy | kongresman                                 |                                 |  |
|         | Max Nordau (1849–1923)          | Maďarsko      | lékař, spisovatel, autor a sociální kritik |                                 |  |
|         | Béla Kun (1886–1938)            | Maďarsko      | politik                                    |                                 |  |
|         | László Bíró (1899–1985)         | Argentina     | žurnalista                                 | vynálezce propisky              |  |
|         | Peter Carl Goldmark (1906–1977) | Spojené státy | inženýr                                    | vynálezce LP                    |  |
|         | David Schwarz (1852–1897)       | Spojené státy | inženýr                                    | vynálezce Zeppelinu             |  |

## Vědci
| Portrét | Jméno                          | Země působení      | Povolání                       | Info                                                  |
| ------- | ------------------------------ | ------------------ | ------------------------------ | ----------------------------------------------------- |
|         | Milton Friedman (1912–2006)    | Spojené státy      | ekonom, statistik a spisovatel | nositel Nobelovy ceny za ekonomii                     |
|         | Dénes Gábor (1900–1979)        | Spojené království | fyzik                          | objevitel holografie, nositel Nobelovy ceny za fyziku |
|         | Avram Hersko (1937–)           | Izrael             | sociolog a sociální filosof    | nositel Nobelovy ceny za chemii                       |
|         | Karl Mannheim (1893–1947)      | Maďarsko           | sociolog                       | tvůrce sociologie vědění, analýza ideologií           |
|         | John von Neumann (1903–1957)   | Spojené státy      | fyzik, matematik, informatik   | průkopník digitálních počítačů                        |
|         | George A. Olah (1927–)         | Spojené státy      | chemik                         | nositel Nobelovy ceny za chemii                       |
|         | Edward Teller (1908–2003)      | Spojené státy      | fyzik                          | vynálezce vodíkové bomby                              |
|         | Eugene Paul Wigner (1902–1995) | Spojené státy      | teoretický fyzik, matematik    | nositel Nobelovy ceny za fyziku                       |

## Umělci
| Portrét | Jméno                      | Země působení      | Povolání                                | Info                              |
| ------- | -------------------------- | ------------------ | --------------------------------------- | --------------------------------- |
|         | Harry Houdini (1874–1926)  | Spojené státy      | kouzelník, iluzionista a herec          |                                   |
|         | George Cukor (1899–1983)   | Spojené státy      | herec                                   | první veřejně přiznaný LGBT herec |
|         | Tony Curtis (1925–2010)    | Spojené státy      | herec                                   |                                   |
|         | Rachel Weisz (1970–)       | Spojené království | divadelní a filmová herečka, návrhářka  |                                   |
|         | Georg Solti (1912–1997)    | Spojené království | dirigent                                |                                   |
|         | Ilona Fehér (1901–1988)    | Izrael             | houslistka                              |                                   |
|         | Joseph Joachim (1831–1907) | Maďarsko           | houslista                               |                                   |
|         | György Faludy (1910–2006)  | Maďarsko           | autor                                   | překladatel Françoise Villona     |
|         | Tibor Déry (1910–2006)     | Maďarsko           | spisovatel, básník, dramatik a esejista |                                   |

## Podnikatelé
| Portrét | Jméno                       | Země působení | Povolání                                | Info                                                   |
| ------- | --------------------------- | ------------- | --------------------------------------- | ------------------------------------------------------ |
|         | William Fox (1879–1952)     | Spojené státy | producent, businessman, mediální magnát | zakladatel 20th Century Fox                            |
|         | Adolph Zukor (1873–1976)    | Spojené státy | mediální magnát, producent              | zakladatel Paramount Pictures                          |
|         | Joseph Pulitzer (1847–1911) | Spojené státy | mediální magnát                         | Pulitzerova cena                                       |
|         | George Soros (1930–)        | Spojené státy | filantrop, investor, průmyslník         | jeho invesitce „zdevastovali“ britskou centrální banku |